# Terrell Brandon
Thomas Terrell Brandon (ur. 20 maja 1970 w Portland) – amerykański koszykarz, obrońca, uczestnik spotkań gwiazd NBA.
Jako dziecko cierpiał na przewlekłą deformację stóp. Będąc w szkole średniej poprowadził liceum Granta do mistrzostwa stanu szkół średnich (klasa AAA) w 1988 roku. Został uznany zawodnikiem roku szkół średnich w Oregonie.
Po ukończeniu szkoły średniej rozpoczął studia na University of Oregon, gdzie reprezentował barwy drużyny uczelnianej Oregon Ducks. Już jako pierwszoroczniak (freshman) poprowadził swoją drużynę do udział w turnieju National Invitational Tournament (1990). W 1990 oraz 1991 roku został wybrany MVP drużyny. W trakcie swojej akademickiej kariery ustanowił także kilka rekordów uczelni. Uzyskał najwyższą średnią punktów (26,6) w trakcie pojedynczego sezonu (1990/91), najwyższą liczbę asyst (13) w trakcie jednego spotkania, najwyższą liczbę przechwytów w pojedynczym sezonie oraz najwyższą liczbę przechwytów w spotkaniu (8). Zaliczono go również do Honorable Mention All-American. Po sezonie 1990/91, jako pierwszy koszykarz w historii uczelni Oregon, opuścił ją jeszcze przed jej ukończeniem i zgłosił się do draftu NBA.
Został wybrany w drafcie 1991 roku z numerem 11 przez Cleveland Cavaliers. W klubie tym spędził kolejne sześć lat. Jako debiutant wystąpił we wszystkich spotkaniach sezonu zasadniczego, notując średnio 7,4 punktu, 3,9 asysty, 2 zbiórki i jeden przechwyt. Po zakończeniu rozgrywek zaliczono go do drugiego składu najlepszych debiutantów NBA. Najlepsze lata jego kariery przypadły na sezony 1995/96 oraz 1996/97. Uzyskiwał wtedy średnie na poziomie ponad 19 punktów, 6 asyst, 3 zbiórek i 1,8 przechwytu. W tamtych latach dwukrotnie wziął udział w NBA All-Star Game. W 1997 otrzymał nagrodę Sportsmanship Award.
25 września 1997 roku wziął udział w transferze z udziałem trzech zespołów (Bucks, Sonics, Cavs), na mocy którego trafił do Milwaukee, Shawn Kemp do Cleveland, a Vin Baker do Seattle. 11 marca 1999 roku stał się częścią podobnej wymiany, tym razem do Timberwolves. 23 lipca 2003 roku w ramach wymiany zawodników między czterema drużynami: Knicks, Wolves, 76ers, Hawks trafił do tej ostatniej. W barwach Hawks nie zdołał jednak rozegrać ani jednego spotkania i w rezultacie został zwolniony 17 lutego 2004 roku. Dwa lata po rozegraniu swojego ostatniego spotkania w NBA zdecydował się ogłosić oficjalnie zakończenie kariery sportowej.
W 1996 wystąpił w filmie Eddie.

## Osiągnięcia

### NCAA
- Zawodnik roku konferencji Pac-12 (1991)[11]
- Wybrany do Honorable Mention All-American

### NBA
- 2-krotny uczestnik meczu gwiazd NBA (1996, 1997)[3]
- Wybrany do II składu debiutantów NBA (1992)[12]
- Laureat nagrody NBA Sportsmanship Award (1997)[7]
- 2–krotny zawodnik tygodnia NBA (3.12.1996, 22.12.1996)[13]